# The Strange Case of Dr. Jekyll and Mr. Hyde (téléfilm)
Pour les articles homonymes, voir Docteur Jekyll et M. Hyde.
Pour plus de détails, voir Fiche technique et Distribution.
The Strange Case of Dr. Jekyll and Mr. Hyde est un téléfilm américano-canadien de Charles Jarrott diffusé le 3 janvier 1968 sur CBC.

## Synopsis
Le docteur Jekyll persévère dans ses recherches scientifiques afin de révéler le Mal qui existe dans la nature humaine au moyen de potions chimiques. Il finit par dévoiler sa face cachée en devenant Mister Hyde. Il commet un meurtre et devient la cible de la police.

## Fiche technique
- Titre original : The Strange Case of Dr. Jekyll and Mr. Hyde
- Réalisation : Charles Jarrott
- Scénario : Ian McLellan Hunter d'après un roman de Robert Louis Stevenson
- décors : Trevor Williams
- Musique : Bob Cobert
- Costumes : Horst Dantz
- Distribution : Eva Langbord
- Effets spéciaux de maquillage : Dick Smith et Nicki Balch
- Producteur : Dan Curtis
- Coproducteurs : Michael Santangelo et Allan Wallace
- Compagnie de Production : Dan Curtis Productions
- Compagnie de distribution : CBC
- Genre : Film fantastique
- Pays :  États-Unis- États-Unis
- Durée : 120 minutes [1]
- Date de diffusion :
  -  Canada : 3 janvier 1968 [2]
  -  États-Unis : 7 janvier 1968

## Distribution
- Jack Palance : Docteur Henry Jekyll / Mister Edward Hyde
- Denholm Elliott : George Devlin
- Leo Genn : Docteur Lanyon
- Torin Tatcher : Sir John Turnbull
- Rex Sevenoaks : Docteur Wright
- Gillie Fenwick : Poole
- Elizabeth Cole : Hattie
- Duncan Lamont : sergent Grimes
- Paul Harding : agent Johnson
- Oskar Homolka : Stryker
- Tessie O'Shea : Tessie O'Toole
- Jeanette Landis : Liz
- Liza Creighton : Billie
- Billie Whitelaw : Gwyn Thomas
- Donald Webster : Garvis
- Patrick Crean : Gerosi
- William Nunn : Cassidy
- Geoffrey Alexander : Enfield

## Distinction
Le téléfilm a remporté l'Edgar Award 1969 du meilleur épisode de série télévisée.

## DVD
- États-Unis :

Le film est sorti sur le support DVD.
- The Strange Case of Dr. Jekyll and Mr. Hyde (DVD Keep Case) sorti le 27 août 2002 chez MPI Home Vidéo. Le ratio écran est en 1.33:1 plein écran 4:3. L'audio est en Anglais 1.0 Mono. Les sous-titres présents sont en Anglais, Espagnols et Français. En supplément : Interviews de Jack Palance et Dick Smith. La durée du film est de 120 minutes. Il s'agit d'une édition Zone 1 NTSC. ASIN B000060MVE